# Volno-Vesjolyj
Volno-Vesjolyj je osada (chutor) v Giaginském rajónu Adygejské republiky Ruské federace. Je součástí Dondukovského vesnického okresu.
Nachází se ve východní části Giaginského rajónu, na levém břehu řeky Ajrjum. Je vzdálena 8 km západně od centra vesnického okresu stanice Dondukovskaja, 18 km severovýchodně od centra rajónu stanice Giaginskaja a 38 km severovýchodně od města Majkop.
Osada byla založena roku 1924 přistěhovalci z centrálních gubernií Ruska.
Má tři ulice: Korotkaja, Stěpnaja a Centralnaja